# Heliochonidae
Famille
Les Heliochonidae sont une famille de Ciliés de la classe des Oligohymenophorea et de l'ordre des Peritrichida.

## Étymologie
Le nom de la famille vient du genre type Heliochona, composé du préfixe helio-, « soleil » et du suffixe -chon, « entonnoir », littéralement « soleil entonnoir », en référence à la forme du cône de ce cilié, dont les bords sont garnis d'épines faisant penser à un soleil.

## Description
Les Heliochonidae ont une taille, petite à moyenne (< 80 μm à 200 μm). Ils ont une forme de bouteille allongée ou de sac, non aplati. Ils sont sessiles. Leur cône est un simple entonnoir qui peut avoir des épines de structure différente de chaque côté du cône. Ils sont dotés d'un collier bien distinct, généralement court. Leur ciliature somatique se compose d'un champ gauche et d'un champ droit plus grand, qui est subdivisé en une composante horizontale supérieure, généralement de moins de 6 kinéties, et une composante oblique inférieure. Leur pédoncule est court. Leur macronoyau est hétéromère (c. à d. composé de plusieurs parties), ellipsoïde. Un micronoyau est présent. Une vacuole contractile peut être présente. Le cytoprocte est absent.

## Habitat et répartition
Les Heliochonidae vivent dans des eaux marines ou saumâtres, accrochés sur des gammaridés (crustacés amphipodes).

## Liste des genres
Selon GBIF (3 janvier 2024) :
- Heliochona Plate, 1889

Selon Lynn (2010)
- Heliochona Plate, 1889
- Heterochona Jankowski, 1972

## Systématique
Le nom valide de ce taxon est Heliochonidae Jankowksi, 1972.